# Troglophilus zorae
Troglophilus zorae is een rechtvleugelig insect uit de familie grottensprinkhanen (Rhaphidophoridae). De wetenschappelijke naam van deze soort is voor het eerst geldig gepubliceerd in 2011 door Karaman & Pavicevic.